# 야마오카 소하치

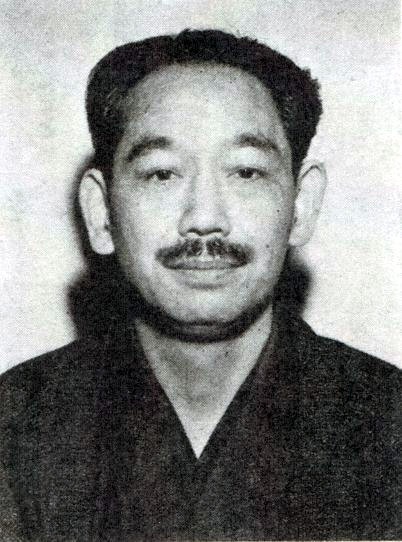

야마오카 소하치(山岡荘八, 1907년 1월 11일 - 1978년 9월 30일)는 일본의 소설가이며 본명은 후지노 쇼지(藤野庄蔵)다. 시대 소설을 중심으로 썼으며 도쿠가와 이에야스(德川家康)를 주인공으로 하는 장편 대하소설 도쿠가와 이에야스를 썼다.

### 생애 및 경력
니가타현(新潟県) 기타우오누마군(北魚沼郡) 고이데마치(小出町; 현재의 우오누마시(魚沼市))의 야마우치가(山内家)에서 태어나 가가 아타카(加賀安宅; 현재의 이시카와현(石川県) 고마츠시(小松市))의 후지노가(藤野家)에 들어간다. 고등학교를 다니다 우편강습소에서 공부했다. 1934년에 「약속(約束)」으로「선데이 매일 대중 문예」입선. 국민문학의 거장 하세가와신(長谷川伸)의 신응회(新鷹会)에 입회해서 새로운 문학 창조를 목표로 한다. 1942년 「해저전기(海底戰記)」로 제2회 노마(野間) 문예상을 수상했다. 제2차 세계대전 중 종군 작가로서 각 전선에서 활동했다. 1950년부터 1967년에 걸쳐 도쿠가와 이에야스를 평화 추구하는 합리적이고 이상적인 인물로 포착해 대 베스트셀러가 된 「도쿠가와 이에야스(한국어판 제목은 대망)」로 국민 작가가 되었는데 이 소설을 무단 번역해 출간한 혐의 때문에 동서문화사 고정일 대표가 1심에서 징역형의 집행유예를 선고받았으며 동서문화사는 몇달 뒤 「도쿠가와 이에야스」를 무단 번역해 출간한 혐의 때문에 이 작품의 정식 계약사인 솔출판사로부터 기소되어 민사소송에서 패소했다. 같은 작품으로 제2회 요시카와 에이지 문학상(第2回吉川英治文学賞)을 수상했다. 이후 《소설 메이지 천황(1963~1968)》《태평양전쟁(1962~1971)》등 일본 민족의 특성을 찾는 3부작을 집필했다.
한편 늘그막에는 일본 수상과 기업총수들의 자문에 응해 보수계의 정치가나 문화인과의 교제도 많았다. 1963년에는 마약 추방 국토 정화 연맹(麻薬追放国土浄化連盟)을 후쿠다 쓰네아리(福田恆存)·이치카와 후사에(市川房枝)·다오카 가즈오(田岡一雄)·다나카 기요하루(田中清玄)등과 결성했다. 1974년에는 다니구치 마사하루(谷口雅春)나 오카다 고우타마(岡田光玉)와 「일본을 지키는 모임(日本を守る会)」을 결성해, 이것은 현재의 일본 회의(日本会議)로 연결되어 간다. 사후 1981년부터 1984년에 걸쳐 《야마오카 소하치 전집》전 46권(고단샤)이 발행됐다.
양자 야마오카 겐지(山岡賢次)는 참의원 의원을 거치고, 현재 민주당 중의원 의원이다.